# Binissafullet

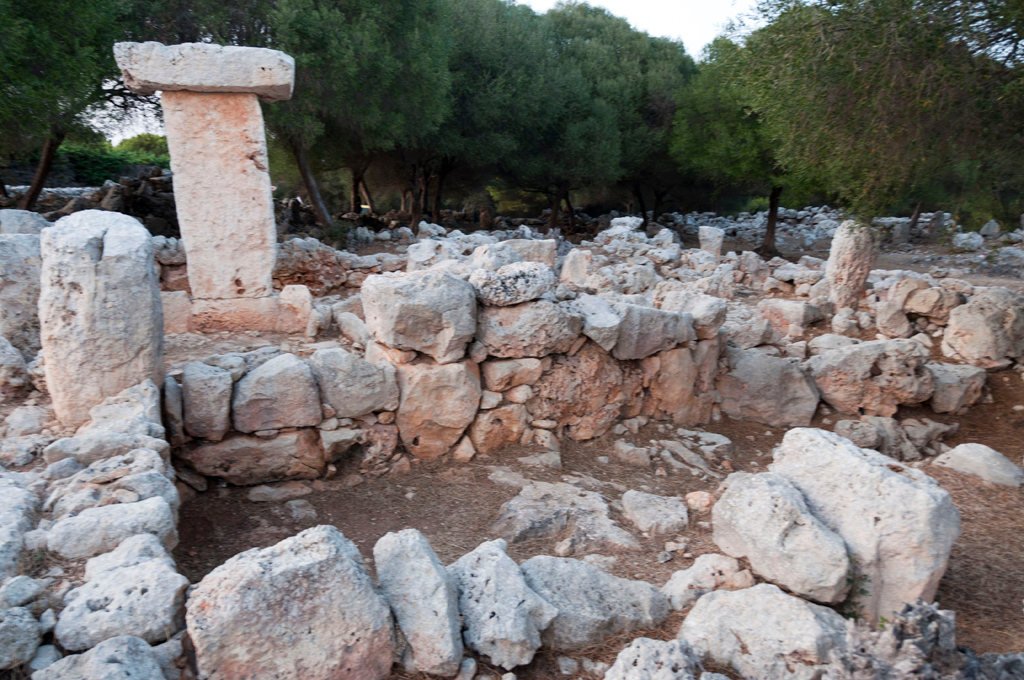
Recinto de taula de Binissafullet

Binisafullet es un poblado talayótico de Menorca que estuvo en uso desde aproximadamente el siglo X a. C. y, especialmente, entre los siglos IV y III a. C., si bien restos de época islámica localizados en superficie indican que podría haber estado habitado hasta la época medieval.
Binisafúller conserva los elementos característicos de un poblado talayótico: un talayot, un recinto de taula, una sala hipóstila, casas, restos de silos, etc. 
En 1988 se realizaron trabajos de deforestación. En 1990 se excavó y restauró su recinto de taula. La taula, el elemento central del recinto, se encontraba caída hasta que fue restaurada, recolocándola en su posición vertical durante esta intervención.  

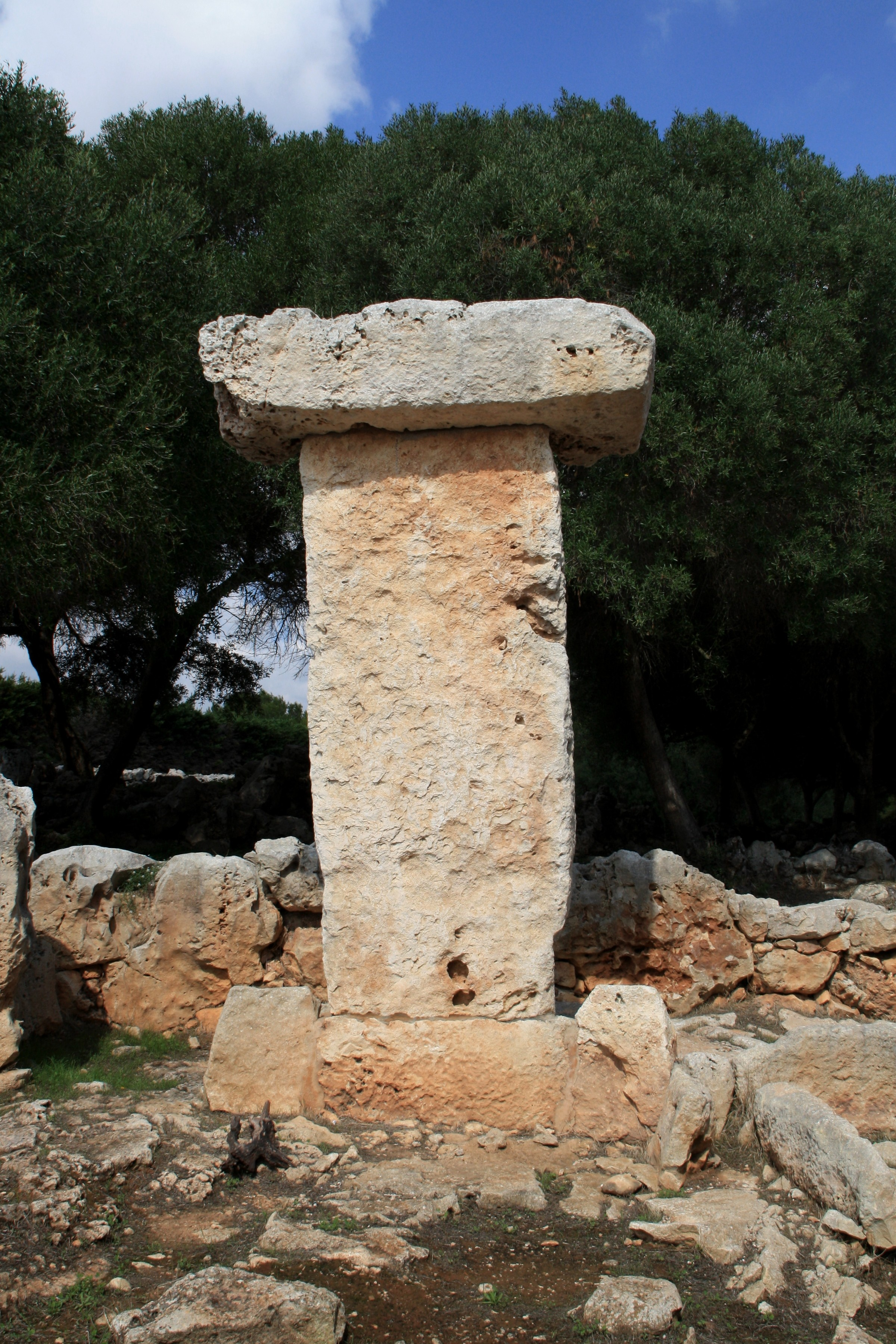
Taula de Binissafullet. Se trata de la única que presenta una base

La taula de Binisafúller es peculiar debido a sus reducidas dimensiones y la poca anchura de su piedra vertical o soporte. Se trata de la única taula de la isla que se ha vuelto a poner en pie, mientras que las otras seis que existen a día de hoy en pie han aguantado su posición original desde época prehistórica.
Las excavaciones realizadas en el recinto de taula dieron mucha información sobre su uso y las actividades que en él se hacían. Los restos de ánforas púnicas y los huesos de cabras y ovejas, así como restos de un hogar, indican que posiblemente se realizaban rituales que implicaban el consumo de vino y carne, relacionados tal vez con la fertilidad de los animales, el campo y las personas. Todos los restos recuperados durante las excavaciones se conservan en el Museo de Menorca.

## Localización
Se accede por la carretera Me-10 de Sant Lluís a Binissafúller. En dirección a Binissafúller, a los 2,3 km, justo delante del desvío que se dirige hacia la izquierda para ir a la urbanización, se sitúa el poblado, a la entrada del camino de Binissafullet Vell. Es visible desde la carretera. 